# Lago Gignoux
Il Lago Gignoux (2329 m s.l.m.), conosciuto anche come Lago dei 7 colori, si trova in Francia nella regione della Provenza-Alpi-Costa Azzurra al confine con il territorio della Val di Susa (Piemonte). Situato nel dipartimento francese delle Alte Alpi, a est del Chenaillet (2.650 m s.l.m) e a nord della valle del Cerveyrette.

## Caratteristiche
Il lago si estende su una superficie di circa 2 ettari. La Cima Saurel (2449 m s.l.m) e il Grand Charvia (2648 m s.l.m) costituiscono il versante a nord del lago e fanno parte del confine con l'Italia. Il lago è inserito in un paesaggio arido con una veduta su Cervières (1620  m s.l.m), sullo Chaberton (3 131 m s.l.m.) e sulla Valle di Fonts.

### Geologia del lago
Il Lago Gignoux si trova in un habitat formato da ghiaioni e morene. Con basalti e gabbri che delineano una crosta oceanica, segno di un profondo (3.000 m) e antico oceano (150 milioni di anni fa): la Tetide Ligure chiamato anche Oceano Ligure-Piemontese (un paleo-oceano).

## Fauna e Flora

### Vegetazione del territorio
Il sito annovera 14 specie vegetali importanti. Tra queste, 4 sono tutelate a livello nazionale e 7 solo nella regione Provenza-Alpi-Costa Azzurra:  
- Carice della Fanghiglia (Carex limosa) -
- Avena profumata (Hierochloe odorata) -
- Aethionema di Tommaso (Aethionema thomasianum) -
- Lesser Bladderwort (Utricularia minor) -
- Water pesse (Hippuris vulgaris) -
- Berardia (Berardia subacaulis) -
- Giunco Pumilum (Trichophorum pumilum) -
- Artemisia atrata -
- Androsace septentrionalis -
- La gramignola alpina (Chamorchis alpina) -
- Lenticchia d'acqua alpina (Potamogeton alpinus) -
- Cardamine di Plumieri (Cardamine plumieri) -
- Carice a due stami (Carex diandra) -
- Giunco Alpino (Trichophorum alpinum) -

### Fauna del Territorio
Tra i mammiferi la specie più presente è il cervo. Tra le specie di uccelli che nidificano possiamo elencare la Quaglia comune, lo Zigolo Ortolano,  la coturnice e il fagiano di monte.

## Arrivare al Lago Gignoux
Si può raggiungere il lago tramite sentieri e strade bianche. Da Capanna Mautino, dal Lago Nero, da Claviere, dalla Baita Gimont e dal Monginevro.

## Punti di appoggio
- Capanna Mautino, rifugio località Lago Nero
- Baita Gimont, Pian Gimont, Cesana torinese TO
- Rifugio Col Saurel, località Gimont, Cesana Torinese